# Laguna de Szczecin

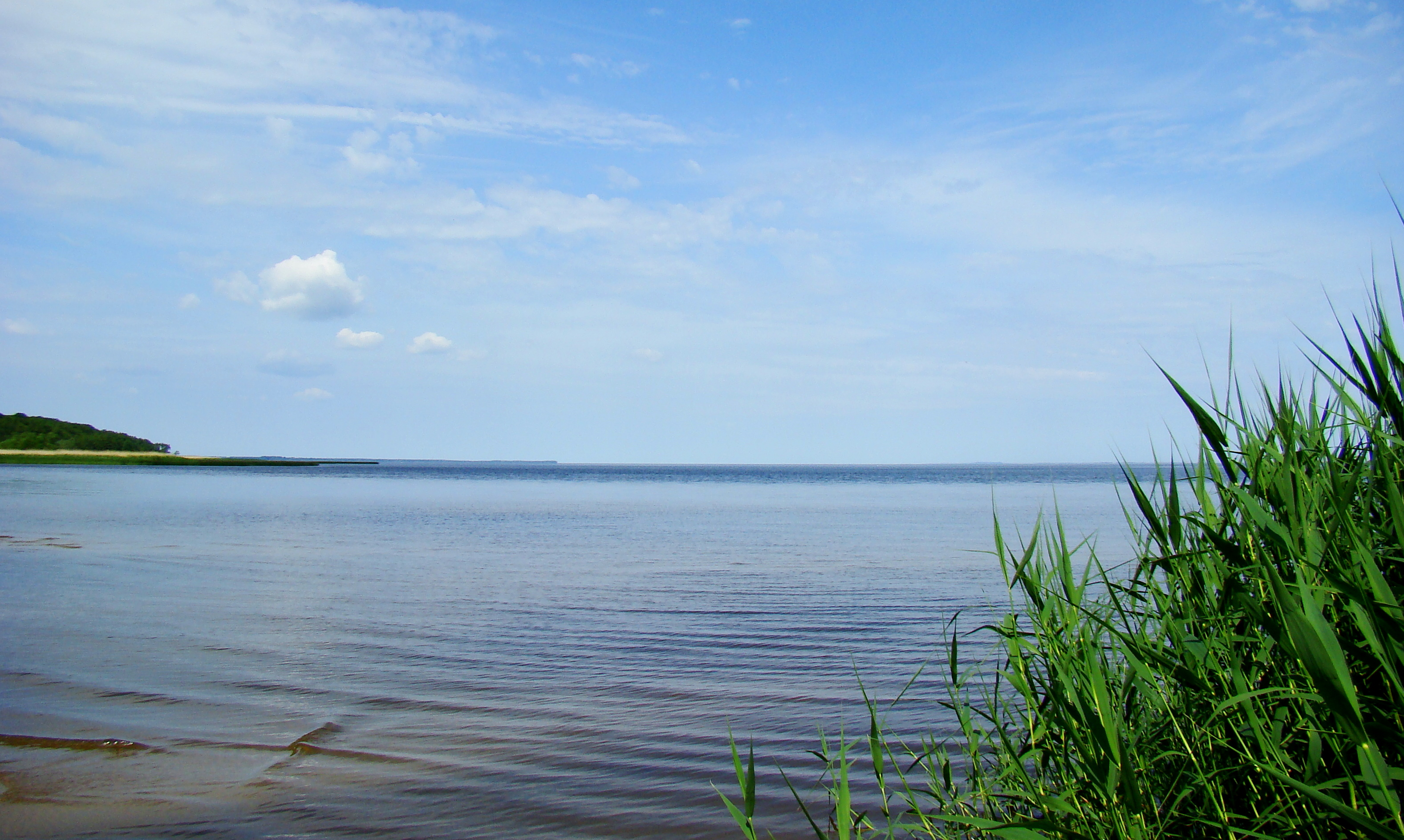
Vista de la bahía de Szczecin

La laguna de Szczecin (en alemán: Stettiner Haff; en polaco: Zalew Szczeciński) —también descrita como bahía o lagoon y también transcrita como Stettin—, y conocida a veces como bahía del Óder, es una gran laguna costera localizada en la zona del estuario del río Óder y compartida por Alemania y Polonia. Es la laguna costera más grande del mar Báltico, localizada en la desembocadura del Óder y del río Peene. Su superficie conjunta, con todos los afluentes,es de aproximadamente 903 km² , extendiéndose en dirección E-O unos 52 km y 22 km en la N-S. La profundidad media de la laguna es de menos de cuatro metros. A través de la laguna transcurre la frontera establecida el año 1945 entre Polonia y Alemania y en ella se encuentran las islas de Usedom, Wolin y Karsibór (Kaseburg).
Se ha denominado de forma tradicional dividiéndola entre la Pequeña laguna (Kleines Haff), en el oeste (277 km²), y la Gran laguna (Großes Haff, Wielki Zalew), en el este (410 km²). Un ambiguo nombre histórico alemán era Frisches Haff,  que más tarde se refirió exclusivamente a la laguna del Vístula.

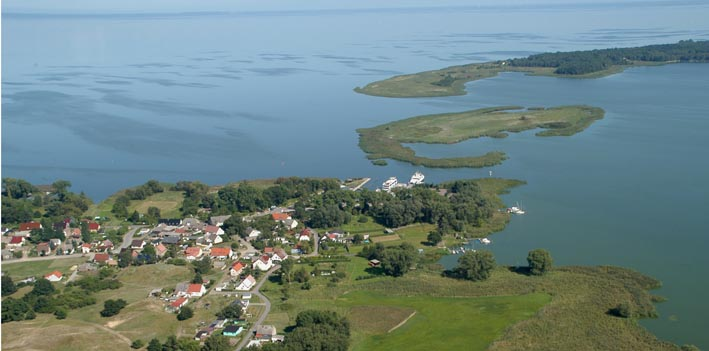
La villa pesquera alemana de Altwarp, en la laguna

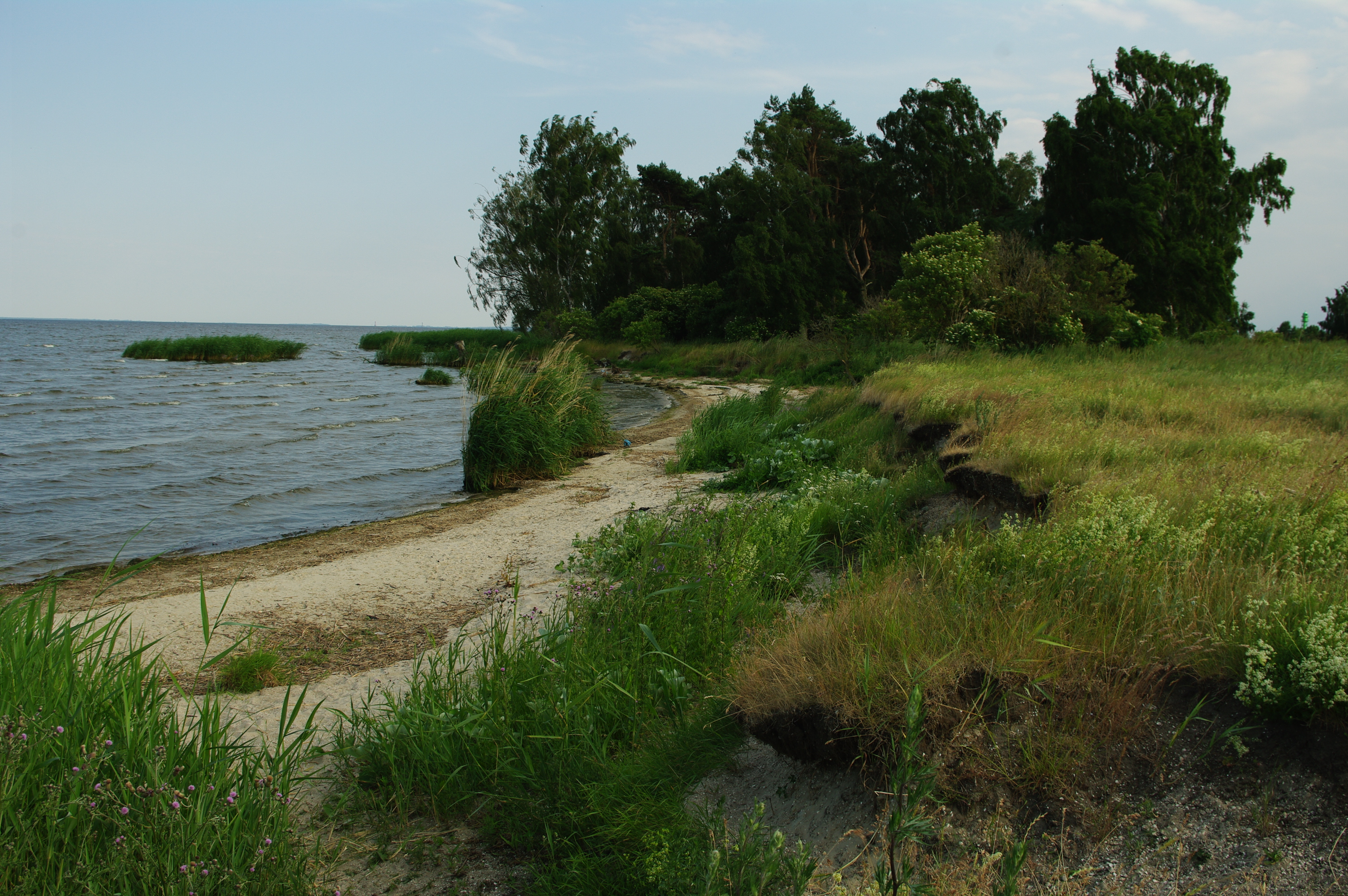
La laguna vista desde la isla polaca de Karsibór

## Geografía

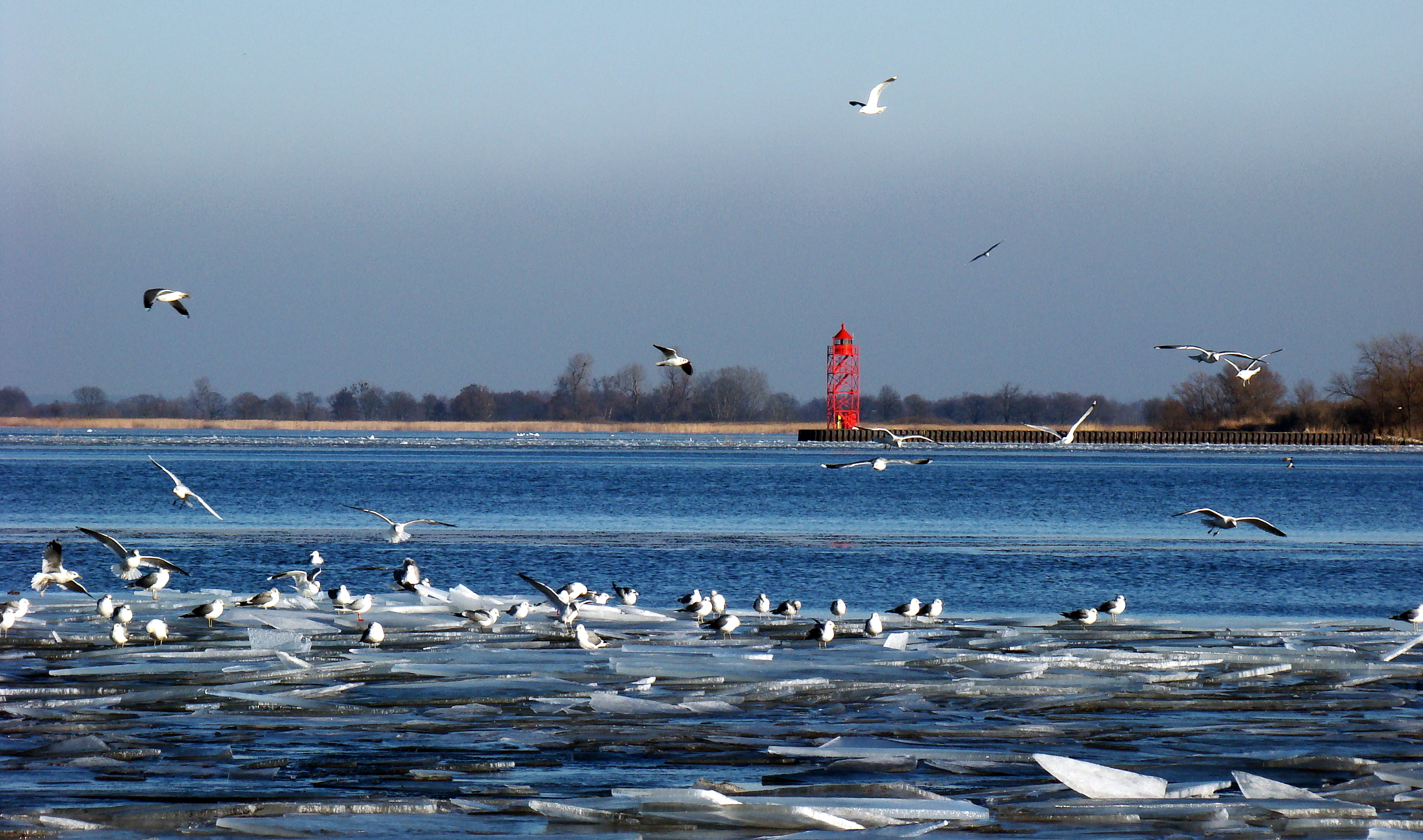
Gaviotas en la laguna en invierno

La laguna es alimentada, desde el sur, por varios ramales del río Oder y algunos ríos más pequeños como Ziese, Peene, Zarow, Uecker e Ina. En el norte, la laguna está conectada a la bahía de Pomerania del mar Báltico mediante tres estrechos  Peenestrom, Świna y Dziwna, que dividen el continente y las islas de Usedom y Wolin.
La laguna tiene una superficie de 903 km², su profundidad natural media es de 3,8 m y la máxima de 8,5 m. La profundidad de los canales de navegación no obstante puede exceder de 10,5 m. Por lo tanto, la laguna tiene aproximadamente 2,58 km³ de agua. La temperatura media anual del agua es de 11 °C.
El 94% de las cargas de agua vertidas en la laguna proceden del río Oder y sus confluencias, que asciende a un promedio anual de 17 km³  o 540 m3⋅s. Todas las otras confluencias contribuyen con una descarga anual combinada de 1 km³. Dada la falta de datos fiables para el flujo de entrada desde el mar Báltico, el ingreso combinado se ha estimado en unos 18 km³ con un área de influencia de 129 000 km², permaneciendo en la laguna una media de 55 días antes de su descarga en la bahía de Pomerania. 
Los nutrientes transportados por ello en la laguna han hecho que sea de hiper(ue)trófica a eutrófico. Los estrechos Peenestrom, Świna y Dziwna son responsables del 17%, 69% y 14% de la descarga, respectivamente.
La salinidad media es de entre 0,5 y 2 ups, aunque a veces penetra a través de la Świna más agua salada que eleva localmente la salinidad hasta los 6 psu.

### Localidades en las proximidades de la laguna
- en Polonia: Szczecin, Świnoujście, Police, Wolin y Nowe Warpno;
- en Alemania: Ueckermünde y Usedom.

## Historia
En 1880, se abrió a través de la isla de Usedom el Kaiserfahrt ("pasaje del Emperador") un canal de agua que conectaba la laguna con el mar Báltico sin tener pasar por la parte oriental de Swine, permitiendo que los grandes barcos pudieran entrar en la laguna y en el puerto de Stettin más rápidamente y de forma más segura. El canal, de unos 12 km de largo y 10 metros de profundidad, fue excavado por el imperio alemán entre 1874 y 1880, durante el reinado del primer emperador Guillermo I de Alemania (1797-1888) a quien honra su nombre. Además, el trabajo dio lugar a una nueva isla llamada  Kaseburg (Karsibór), desgajada de Usedom.
Después de 1945, las zonas hasta entonces alemanas localizadas al este de la línea Óder-Neisse pasaron a formar parte de Polonia, incluyendo las antiguas ciudades portuarias de Stettin (Szczecin) y Swinemünde (Świnoujście), ambas en la orilla occidental del río Oder. El Kaiserfahrt fue renombrado como Piast Canal, por haber sido la frontera con Polonia en la época de la dinastía Piast.
La frontera entre Alemania y Polonia también divide el seno llamado Neuwarper See cerca de Rieth.

## Economía

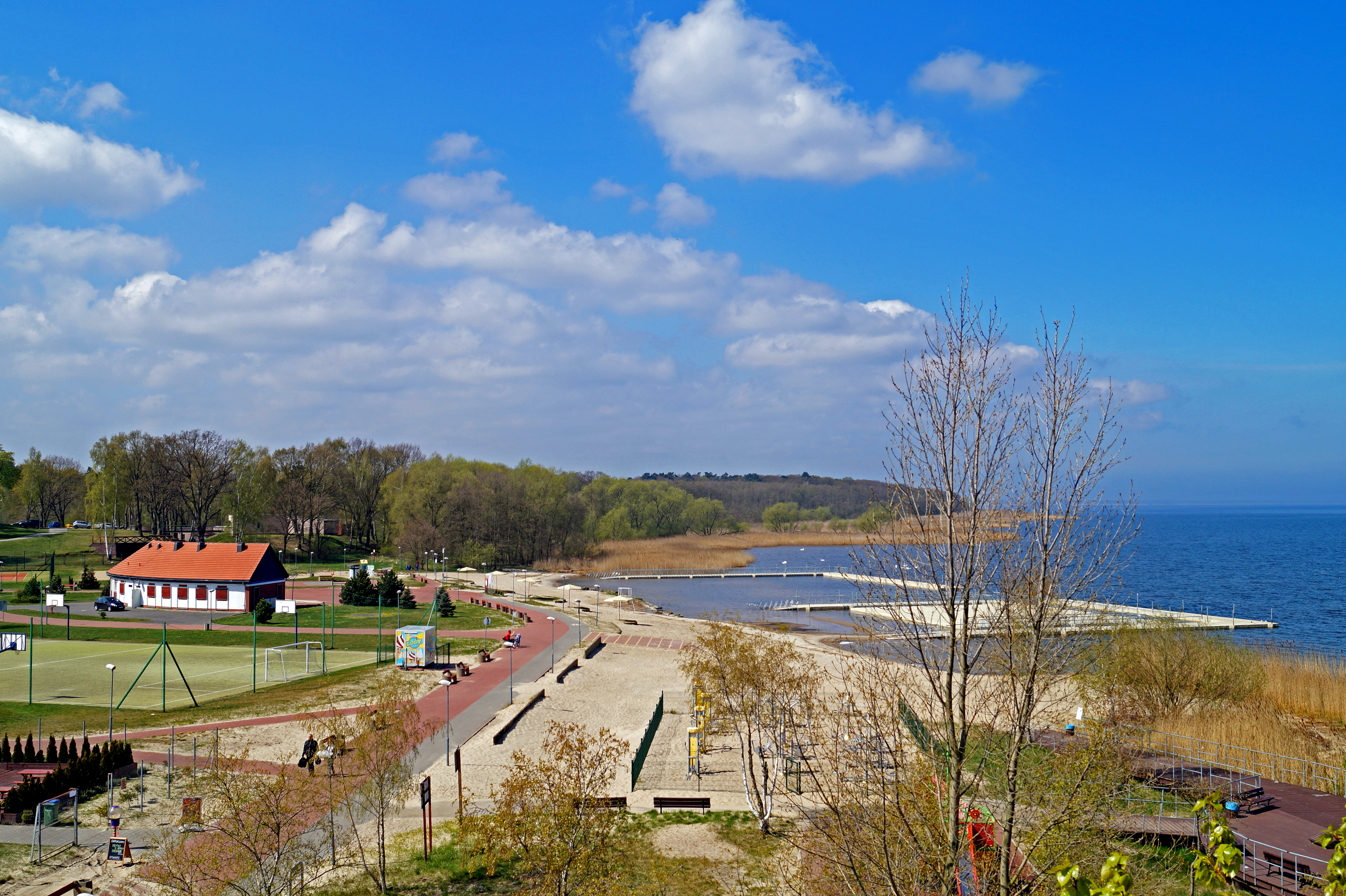
Playa en Trzebież cerca de Police

La laguna ha servido como un importante caladero pesquero durante siglos, también como una importante vía de transporte desde el siglo XVIII, y más recientemente, desde el siglo XX, como importante destino turístico.

## Actividades recreativas
Hoy la laguna ofrece una selección de excursiones en barco de pasajeros, permite realizar una amplia gama de deportes acuáticos y tiene algunas playas notables. Los turistas pueden descubrir la viticultura, el ferrocarril de vía estrecha, museos, castillos, muchas rutas de senderismo y ciclismo y un pequeño pueblo que recrea la vida de los antiguos asentamientos eslavos.

## Contaminación
La laguna sufre de contaminación pesada, sobre todo procedente del río Óder, dando lugar a la eutrofización. Se han encontrado en el río altas concentraciones de sedimentos de aluminio y de hierro que causan un rápido crecimiento de algas en el interior de la laguna. Sin embargo, las concentraciones de nutrientes a largo plazo muestran una alta variabilidad interanual y han disminuido durante los últimos años.

## Islas en la laguna
- Chełminek